# 글루탐산 암모늄
글루탐산 암모늄(영어: ammonium glutamate) 또는 모노암모늄 글루타메이트(영어: monoammonium glutamate)는 글루탐산의 암모늄 산성염으로 화학식이 NH4C5H8NO4인 화합물이다.
글루탐산 암모늄의 E 번호는 E624이며, 음식에 화학조미료로 사용된다.

## 같이 보기
- 글루탐산 칼륨